# Komorniki (Wszachów)
Komorniki – część wsi Wszachów w Polsce, położona w województwie świętokrzyskim, w powiecie opatowskim, w gminie Baćkowice.
W latach 1975–1998 Komorniki administracyjnie należały do województwa tarnobrzeskiego.